# Каратєєв Валерій Анатолійович
Вале́рій Анато́лійович Каратє́єв — старший сержант Збройних сил України.

## З життєпису
Головний сержант протитанкового взводу, 79-а бригада. Воював на українсько-російському кордоні, висота «Граніт». В часі заходу з території РФ під прикриттям артилерії колони з військовою технікою для терористів з ручної установки ПТКР знищив 4 російські БТРи і 1 танк.

## Нагороди
21 жовтня 2014 року — за особисту мужність і героїзм, виявлені у захисті державного суверенітету та територіальної цілісності України, вірність військовій присязі під час російсько-української війни, відзначений — нагороджений орденом «За мужність» III ступеня.